# Henri IV de Bar
Pour les articles homonymes, voir Henri de Bar.
Henri IV de Bar, né entre 1315 et 1320, mort en 1344, fut comte de Bar de 1336 à 1344. Il était fils d'Édouard Ier, comte de Bar, et de Marie de Bourgogne.

## Biographie
Cité une première fois en 1323 puis en 1329 lorsque son père envisage de le marier à une fille de Jean de Luxembourg, roi de Bohême, il devient comte de Bar en 1336.
L'entente qui régnait avec le duc de Lorraine Raoul prit fin en 1337 et ils se firent la guerre, se ravageant mutuellement leurs terres. Il fallut l'arbitrage de Philippe VI de Valois, roi de France, suzerain du comte de Bar, pour y mettre fin.
Il rejoint d'ailleurs l'ost de Philippe VI de Valois, roi de France, en 1339 et 1340, lorsque Édouard III, roi d'Angleterre menace d'envahir le royaume de France, mais une trêve est signée fin 1340.
L'inaction des troupes qui s'ensuit est la cause de nouveaux affrontements avec Raoul de Lorraine, autour de la ville de Neufchâteau, et le roi de France doit de nouveau intervenir pour y mettre fin.
En 1344, le roi d'Angleterre menace de mettre fin à la trêve, et le roi de France envoie une ambassade, composée de Jean, duc de Normandie, son héritier, Eudes IV de Bourgogne et Henri IV, cousin du roi d'Angleterre, auprès du pape Clément VI pour que celui-ci impose une nouvelle trêve. Une épidémie les oblige à quitter la ville, et l'ambassade se dirige à Toulouse. Henri IV y contracte la maladie, quitte ses compagnons en juillet et revient à Vincennes en octobre. La maladie finit par avoir raison de lui, et il meurt le 24 décembre 1344.

## Mariage et enfants
Il épousa en 1338 Yolande de Dampierre (1326 † 1395), fille de Robert de Dampierre, seigneur de Marle et de Cassel, et de Jeanne de Bretagne, petite fille de Robert III, comte de Flandre, de Yolande de Bourgogne, comtesse de Nevers, d'Arthur II, duc de Bretagne, et de Yolande, comtesse de Montfort. Ils eurent :
- Édouard II (1339 † 1352), comte de Bar ;
- Robert Ier (1344 † 1411), comte puis duc de Bar.

## Sources
- Georges Poull, La Maison souveraine et ducale de Bar, 1994 [détail de l’édition]